# Hyacinthe-Joseph Jalabert
 (août 2022).
Si vous disposez d'ouvrages ou d'articles de référence ou si vous connaissez des sites web de qualité traitant du thème abordé ici, merci de compléter l'article en donnant les références utiles à sa vérifiabilité et en les liant à la section « Notes et références ».
Pour les articles homonymes, voir Jalabert.
Hyacinthe-Joseph Jalabert (1859-1920) est un évêque catholique français, membre de la Congrégation du Saint-Esprit, vicaire apostolique de Sénégambie (Sénégal) et préfet apostolique du Sénégal de 1909 à 1920.

## Biographie
Né le 12 novembre 1859 à Chambéry, il est aumônier des hôpitaux à Cayenne pendant onze années et y fonde un établissement d'enseignement professionnel. Il rentre en France en avril 1893 et dirige pendant deux années une œuvre de formation dans le Puy-de-Dôme. Ensuite, il est aumônier de l'hôpital militaire à Saint-Louis (Sénégal). Il est nommé évêque titulaire de Thélepte (de) et vicaire apostolique de Sénégambie en 1909, succédant à François Kunemann.
Il a œuvré à la construction de la cathédrale qui devait s'appeler Le Souvenir Africain et porter la mémoire de tous les héros de l'épopée africaine, explorateurs, soldats, marins, administrateurs, morts là-bas au service de la France. Un comité est fondé pour récolter des dons car il avait depuis 1911 le site et les autorisations, sous la présidence de la duchesse d'Uzès qui avait perdu un fils au colonies. Après la Première Guerre mondiale, de célèbres coloniaux lui apportent leur soutien comme le général Gouraud ou le général Mangin. Le pape Benoît XV fait une donation pour la construction de la cathédrale.
Hyacinthe Jalabert meurt dans le naufrage du paquebot l'Afrique le 12 janvier 1920 de retour de France.

## Distinctions
- Chevalier de la Légion d'honneur (4 janvier 1901)[2]
- Médaille coloniale